# Municipio de Clinton (Dakota del Norte)
El municipio de Clinton (en inglés: Clinton Township) es un municipio ubicado en el condado de Divide en el estado estadounidense de Dakota del Norte. En el año 2010 tenía una población de 13 habitantes y una densidad poblacional de 0,14 personas por km².

## Geografía
El municipio de Clinton se encuentra ubicado en las coordenadas 48°50′40″N 103°47′3″O / 48.84444, -103.78417. Según la Oficina del Censo de los Estados Unidos, el municipio tiene una superficie total de 93.36 km², de la cual 91,78 km² corresponden a tierra firme y (1,7 %) 1,59 km² es agua.

## Demografía
Según el censo de 2010, había 13 personas residiendo en el municipio de Clinton. La densidad de población era de 0,14 hab./km². De los 13 habitantes, el municipio de Clinton estaba compuesto por el 100 % blancos. Del total de la población el 0 % eran hispanos o latinos de cualquier raza.